# Pilar de la Mola
El Pilar de la Mola es un pueblo de Formentera (Islas Baleares, España). Está situado en medio de la meseta de La Mola, al este de la isla. Forma una de las tres parroquias de Formentera.

## Geografía

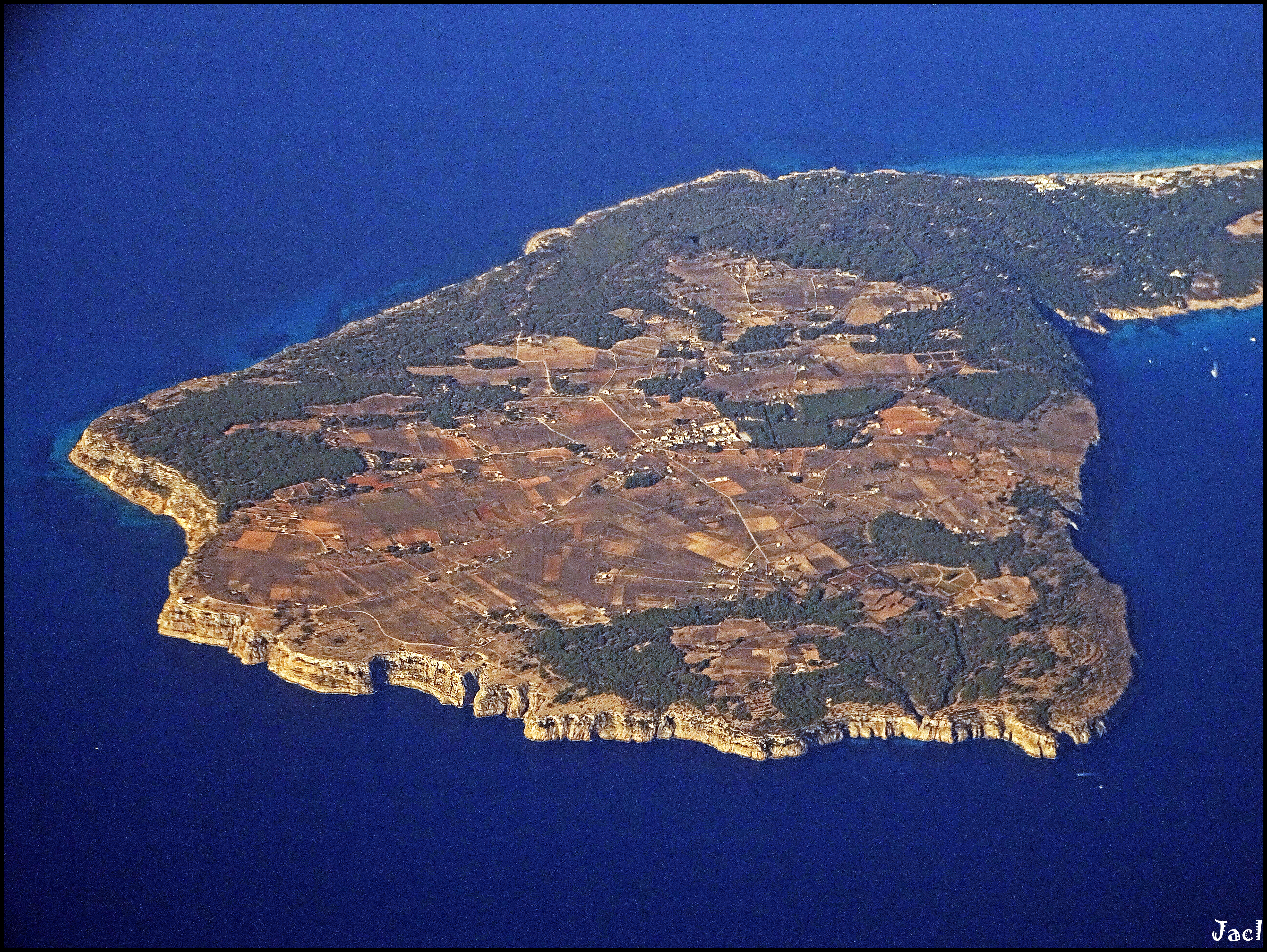
Vista aérea de la meseta de La Mola.

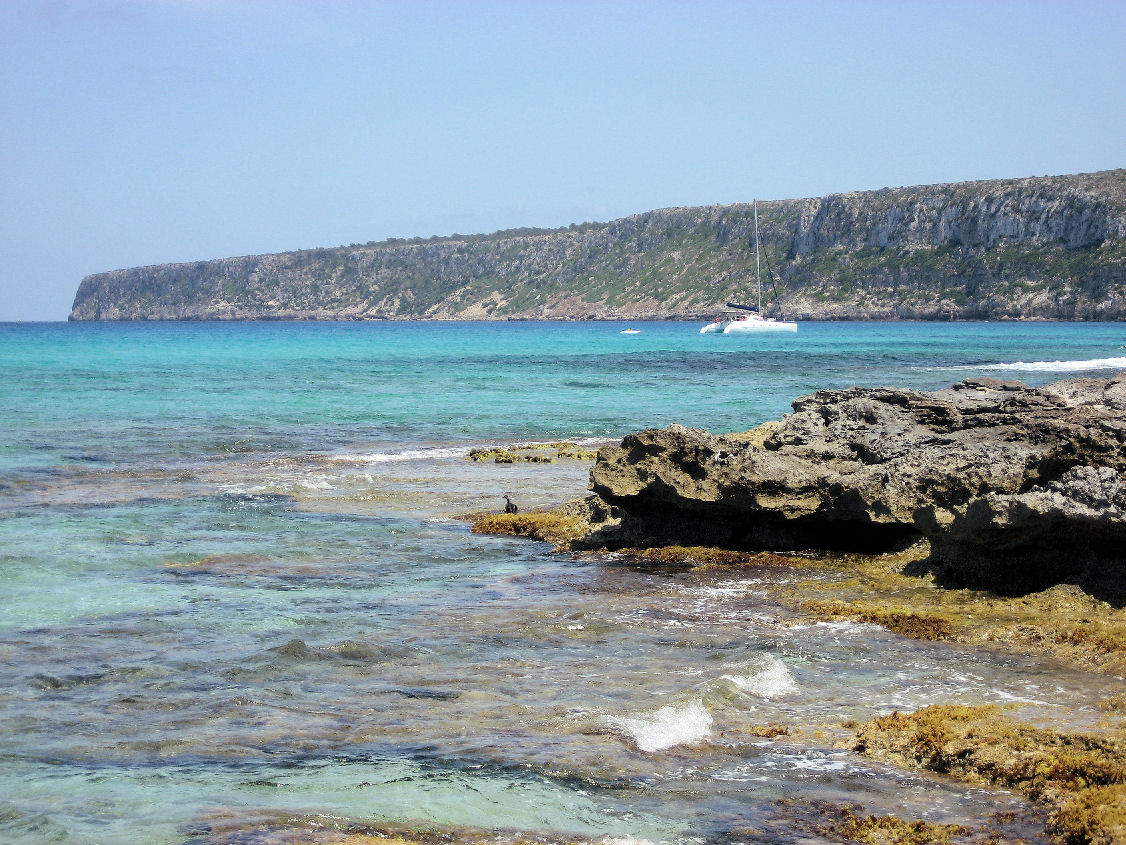
La Mola vista desde la playa de Tramuntana.

La geografía de la Mola, una meseta elevada y rodeada de acantilados de más de 100 metros sobre el mar, provoca un relativo aislamiento con unas características diferentes del resto de Formentera. Sus habitantes utilizan el gentilicio de moler, reservando el de formenteranos para el resto de la isla. La comunicación es el camino de Sa Pujada que comienza el caló de Sant Agustí, utilizado como puerto por los moleros. El clima, con unas lluvias más frecuentes, y la altura que los separa del mar, configuraron una comunidad rural dedicada a la agricultura. Es una de las zonas principales de producción del vino de la tierra de Formentera.
El paisaje está marcado por la gran cantidad de muros de piedra seca que separan los cultivos y los protegen del viento y del ganado. En su extremo se encuentra el faro de La Mola, junto al que existe un monolito que recuerda que Julio Verne convirtió la Mola en el lugar donde transcurre la acción de su novela Héctor Servadac.
Los acantilados son casi inaccesibles y verticales. Anidan diversas aves marinas, especialmente la pardela balear. Hoy es una especie protegida, pero antiguamente los moleros se dedicaban a cazar pardelas, descolgándose por los acantilados.

## Población
La Mola está dividida en las vendas de Sa Talaiassa y Es Monestir. Sa Talaiassa es el punto más alto de la isla, con 195 m la altitud. Es Monestir hace referencia a un antiguo monasterio que en los primeros años del siglo XIV construyeron los frailes ermitaños de San Agustín. La parroquia del Pilar de la Mola incluye, además, las vendas de Carnatge y ses Clotades que se encuentran al pie de la Mola en el tómbolo que la une al resto de la isla,
| Entidad de población      | Habitantes (2009)[cita requerida] |
| ------------------------- | --------------------------------- |
| Pilar de la Mola (núcleo) | 58                                |
| La Mola (diseminado)      | 560                               |
| Es Caló (núcleo)          | 50                                |
| Es Caló (diseminado)      | 323                               |

## Lugares de interés

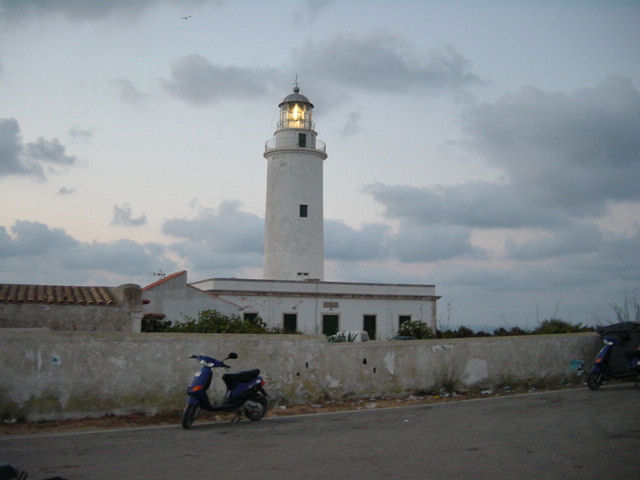
Faro de la Mola, a la salida del sol.

- Iglesia de la Virgen del Pilar, siglo XVIII.
- Faro de La Mola, de 1861.
- El Molí Vell, de 1778.[1]
- Camí de sa Pujada, llamado también "camí romà" por su empedrado.

## Enlaces
- Wikimedia Commons alberga una categoría multimedia sobre Pilar de la Mola.

- Datos: Q1324476
- Multimedia: El Pilar de la Mola / Q1324476